# Coupe du Portugal de football 1941-1942
Navigation
Coupe du Portugal 1940-1941 Coupe du Portugal 1942-1943
La 4e édition de la Coupe du Portugal voit la victoire finale d'Os Belenenses, qui s'impose pour sa troisième finale d'affilée. À la suite de l'augmentation du nombre de clubs disputant le championnat de première division, cette édition se dispute en match unique, en cas d'égalité un match d'appui est organisé afin de départager les 2 équipes.

## Participants
- Primeira Divisão :
  - Académica de Coimbra, Académico FC, FC Barreirense, Os Belenenses, SL Benfica, Carcavelinhos FC, Leça, SC Olhanense, FC Porto, Sporting CP, Os Unidos, Vitória Guimarães,
- Segunda Divisão :
  - SC Espinho, GD Estoril-Praia, Leixões SC, Luso SC

## Huitièmes de finale
Un premier tour avec deux belles surprises, tout d'abord la défaite du FC Porto qui chute face au finaliste des deux dernières éditions, et la victoire du Sporting Clube de Espinho, alors qu'il évolue en deuxième division, bat Carcavelinhos. Une rencontre nécessite un match d'appui à la suite du nul opposant Os Unidos à l'Académica.
| Équipe 1          | Date         | Résultat | Équipe 2         |
| ----------------- | ------------ | -------- | ---------------- |
| Leça FC           | 21 juin 1942 | 2-6      | Sporting CP      |
| Os Unidos         | 21 juin 1942 | 3-3      | Académica        |
| Vitória Guimarães | 21 juin 1942 | 7-2      | GD Estoril-Praia |
| SC Espinho        | 21 juin 1942 | 4-2      | Carcavelinhos FC |
| SC Olhanense      | 21 juin 1942 | 3-1      | Académico FC     |
| SL Benfica        | 21 juin 1942 | 2-0      | FC Barreirense   |
| Leixões SC        | 21 juin 1942 | 3-0      | Luso SC          |
| Belenenses        | 21 juin 1942 | 5-1      | FC Porto         |

### Match d'appui
| Équipe 1  | Date         | Résultat | Équipe 2  |
| --------- | ------------ | -------- | --------- |
| Os Unidos | 24 juin 1942 | 4-2      | Académica |

## Quarts de finale
Ces quarts de finale présente une belle affiche qui oppose les deux rivaux lisboètes, le Sporting Portugal et le Benfica Lisbonne. Ce duel tourne à l'avantage des premiers qui ne font aucun cadeaux et mettent 4 buts aux rouges du Benfica.
Un match nécessite d'être rejoué, entre le Belenenses et Olhanense.
| Équipe 1          | Date         | Résultat | Équipe 2     |
| ----------------- | ------------ | -------- | ------------ |
| Os Unidos         | -            | 6-0      | Leixões SC   |
| Belenenses        | -            | 1-1      | SC Olhanense |
| Vitória Guimarães | -            | 4-1      | SC Espinho   |
| Sporting CP       | 28 juin 1942 | 4-0      | SL Benfica   |

### Match d'appui
| Équipe 1   | Date | Résultat | Équipe 2     |
| ---------- | ---- | -------- | ------------ |
| Belenenses | -    | 3-0      | SC Olhanense |

## Demi-finale
Le 5 juillet sur le Campo do Benlhevai, un des nouveaux venus en première division créé la surprise en remportant leur match 2 à 1 face au Sporting CP. L'autre demi-finale voit la victoire d'Os Belenenses qui participe ainsi à leur 3e finale consécutive.
| Équipe 1          | Date           | Résultat | Équipe 2    |
| ----------------- | -------------- | -------- | ----------- |
| Vitória Guimarães | 5 juillet 1942 | 2-1      | Sporting CP |
| Belenenses        | 5 juillet 1942 | 5-0      | Os Unidos   |

## Finale
Os Belenenses dominent la rencontre et grâce aux buts d'Artur Quaresma et de Gilberto, les bleus de Lisbonne remportent leur première finale de la coupe. La finale se jouant à Lisbonne sur le stade du Sporting CP, les tribunes sont de couleur bleu, totalement acquisent au Belenenses. Ce terrain est en terre battue et le jour de la finale le vent assez violent lève régulièrement des nuages de poussières, ce qui par moments rend difficile la maitrise du ballon.
Le premier but arrive sur un débordement du capitaine Mariano Amaro, conclu par Artur Quaresma à cinq minutes du terme de la première mi-temps. La domination exclusive des bleus ne se ressent pas au niveau du résultat malgré un second but dès l'entame de la seconde période. Le score ne change pas jusqu'au coup de sifflet final.

### Feuille de match
| 12 juillet 1942 | Os Belenenses                     | 2 – 0   | Vitória Guimarães | Estádio do Lumiar, Lisbonne                      |                                                  |
|                 | Artur Quaresma 40e · Gilberto 46e | (1 - 0) |                   | Spectateurs : 0 Arbitrage : José Vieira da Costa | Spectateurs : 0 Arbitrage : José Vieira da Costa |

| Os Belenenses | Vitória Guimarães |

| Os Belenenses :   |    |                   |
|                   |    |                   |
| G                 | 1  | Salvador Jorge    |
| D                 | 2  | António Feliciano |
| D                 | 3  | José Simões       |
| D                 | 4  | Serafim Neves     |
| G                 | 5  | Mariano Amaro (c) |
| M                 | 6  | Francisco Gomes   |
| M                 | 7  | Gilberto          |
| M                 | 8  | Eloi              |
| A                 | 9  | Artur Quaresma    |
| A                 | 10 | José Pedro        |
| A                 | 11 | Franklim Oliveira |
| Entraîneur :      |    |                   |
| Rodolfo Faroleiro |    |                   |

| Vitória Guimarães : |    |            |
|                     |    |            |
| G                   | 1  | Machado    |
| D                   | 2  | Lino       |
| D                   | 3  | João Bom   |
| D                   | 4  | Castelo    |
| G                   | 5  | Laureta    |
| M                   | 6  | José Maria |
| M                   | 7  | Zeferino   |
| A                   | 8  | Miguel     |
| A                   | 9  | Alexandre  |
| A                   | 10 | Ferraz     |
| A                   | 11 | Arlindo    |
| Entraîneur :        |    |            |
| Alberto Augusto     |    |            |

## Bilan de la saison
| Tableau d'Honneur            |                   |
| Compétition                  | Vainqueur         |
| Primeira Divisão             | SL Benfica        |
| Segunda Divisão              | GD Estoril Praia  |
| Taça de Portugal             | Belenenses        |
| Championnat de l'AF Algarve  | SC Olhanense      |
| Championnat de l'AF Braga    | Vitoria Guimarães |
| Championnat de l'AF Coïmbra  | Académica         |
| Championnat de l'AF Lisbonne | Sporting CP       |
| Championnat de l'AF Porto    | AC Porto          |
| Championnat de l'AF Setúbal  | Barreirense       |